# Miguel Atienza (calciatore)
Miguel Ángel Atienza Villa, noto semplicemente come Miguel Atienza (Madrid, 27 maggio 1999), è un calciatore spagnolo, centrocampista del Burgos.

## Caratteristiche tecniche
È un centrocampista difensivo.

## Carriera
Cresciuto nel settore giovanile del Fuenlabrada, debutta in prima squadra il 29 gennaio 2017 in occasione del match di Segunda División B pareggiato 0-0 contro il Navalcarnero. Nel 2018 viene acquistato dall'Eibar che lo utilizza per alcune stagioni nel CD Vitoria, seconda squadra del club rossoblù; il 17 dicembre 2019 esordisce in prima squadra nel match di Coppa del Re vinto 5-0 contro l'SD Logroñés.

## Statistiche
Statistiche aggiornate al 17 aprile 2021.

### Presenze e reti nei club
| Stagione        | Squadra         | Campionato      | Campionato | Campionato | Coppe nazionali | Coppe nazionali | Coppe nazionali | Coppe continentali | Coppe continentali | Coppe continentali | Altre coppe | Altre coppe | Altre coppe | Totale | Totale | Totale |
| Stagione        | Squadra         | Comp            | Pres       | Reti       | Comp            | Pres            | Reti            | Comp               | Pres               | Reti               | Comp        | Pres        | Reti        | Pres   | Reti   |        |
| --------------- | --------------- | --------------- | ---------- | ---------- | --------------- | --------------- | --------------- | ------------------ | ------------------ | ------------------ | ----------- | ----------- | ----------- | ------ | ------ | ------ |
| 2016-2017       | Fuenlabrada     | SDB             | 1          | 0          | CR              | 0               | 0               |                    | -                  | -                  |             | -           | -           | 1      | 0      |        |
| 2017-2018       | Fuenlabrada     | SDB             | 6          | 0          | CR              | 3               | 0               |                    | -                  | -                  |             | -           | -           | 9      | 0      |        |
| 2018-2019       | CD Vitoria      | SDB             | 28         | 0          |                 | -               | -               |                    | -                  | -                  |             | -           | -           | 28     | 0      |        |
| 2019-2020       | CD Vitoria      | TD              | 25         | 1          |                 | -               | -               |                    | -                  | -                  |             | -           | -           | 25     | 1      |        |
| 2020-2021       | CD Vitoria      | TD              | 17         | 0          |                 | -               | -               |                    | -                  | -                  |             | -           | -           | 17     | 0      |        |
| 2019-2020       | Eibar           | PD              | 3          | 0          | CR              | 1               | 0               |                    | -                  | -                  |             | -           | -           | 4      | 0      |        |
| 2020-2021       | Eibar           | PD              | 5          | 0          | CR              | 0               | 0               |                    | -                  | -                  |             | -           | -           | 5      | 0      |        |
| Totale carriera | Totale carriera | Totale carriera | 85         | 1          |                 | 4               | 0               |                    | -                  | -                  |             | -           | -           | 89     | 1      |        |